# F1 Grand Prix: Nakajima Satoru
F1 Grand Prix Nakajima Satoru est un jeu vidéo de course de Formule 1 sorti en 1991 sur Mega Drive. Le jeu a été édité par Varie.